# Президијум Народне скупштине НР Србије
Президијум Народне скупштине НР Србије био је колективни шеф државе у Народној Републици Србији од 9. априла 1945. до 5. фебруара 1953. године. Настао је трансформацијом Председништва АСНОС у Председништво Народне скупштине Србије, а дефинисан је Уставом НР Србије из 1947. године. Укинут је доношењем Уставног закона, након чега је функција шефа државе у НР Србији пренета на функцију председника Народне скупштине.

## Историјат
На заседању Антифашистичке скупштине народног ослобођења Србије (АСНОС) одржаном од 9. до 12. новембра 1944. у Београду изабрано је Председништво АСНОС од 40 чланова, чији је председник био Синиша Станковић. На наредном заседању АСНОС, одржаном од 9. априла 1945. АСНОС је прерастао у Народну скупштину Србије, а Председништво АСНОС у Председништво Народне скупштине. Дотадашњи председник Председништва АСНОС Синиша Станковић постао је председник Председништва и уједно председник Народне скупштине.
Усвајањем Закона о имену Народне Републике Србије 19. фебруара 1946. Председништво Народне скупштине преименовано је у Президијум Народне скупштине. Након избора за Уставотворну скупштину НР Србије, одржаних 10. новембра 1946, конституисана је Уставотворна скупштина, која је 22. новембра изабрала Президијум Уставотворне скупштине, чији је председник поново био Станковић. Уставотворна скупштина усвојила је 17. јануара 1947. Устав Народне Републике Србије којим је дефинисана улога Президијума Народне скупштине који је био колективни орган и састојао се од председника, три потпредседника, једног секретара и највише 25 чланова. Истог дана када је усвојен Устав, Президијум Уставотворне скупштине преименован је у Президијум Народне скупштине.
После избора за Народну скупштину одржаних 18. марта 1951. Народна скупштина је 9. априла 1951. изабрала нови Президијум чији је председник остао Станковић. Након што је Народна скупштина ФНРЈ 13. јануара 1953. усвојила Уставни закон о основама друштвеног и политичког уређења ФНРЈ, којим је између осталог укинут Президијум Народне скупштине ФНРЈ, Народна скупштина НР Србије је 5. фебруара 1953. усвојила Уставни закон о основама друштвеног и политичког уређења НР Србије којим је укинут Президијум Народне скупштине Србије.

## Председници
| Сазив скупштине | Број | Име и презиме    | Животни век | Мандат             | Мандат             | Трајање мандата   | Назив функције                                          | Реф. |
| Сазив скупштине | Број | Име и презиме    | Животни век | Почетак            | Крај               | Трајање мандата   | Назив функције                                          | Реф. |
| --------------- | ---- | ---------------- | ----------- | ------------------ | ------------------ | ----------------- | ------------------------------------------------------- | ---- |
| —               | 1    | Синиша Станковић | 1892—1974.  | 12. новембар 1944. | 9. април 1945.     | 2 године, 10 дана | Председник Председништва АСНОС                          |      |
| —               | 1    | Синиша Станковић | 1892—1974.  | 9. април 1945.     | 19. фебруар 1946.  | 2 године, 10 дана | Председник Председништва Народне скупштине Србије       |      |
| —               | 1    | Синиша Станковић | 1892—1974.  | 19. фебруар 1946.  | 22. новембар 1946. | 2 године, 10 дана | Председник Президијума Народне скупштине НР Србије      |      |
| 1946—1951.      | 1    | Синиша Станковић | 1892—1974.  | 22. новембар 1946. | 17. јануар 1947.   | 6 година, 75 дана | Председник Президијума Уставотворне скупштине НР Србије |      |
| 1946—1951.      | 1    | Синиша Станковић | 1892—1974.  | 17. јануар 1947.   | 9. април 1951.     | 6 година, 75 дана | Председник Президијума Народне скупштине НР Србије      |      |
| 1951—1953.      | 1    | Синиша Станковић | 1892—1974.  | 9. април 1951.     | 5. фебруар 1953.   | 6 година, 75 дана | Председник Президијума Народне скупштине НР Србије      |      |